# Burchard II av Halberstadt
Burchard II av Halberstadt, född omkring 1028, död 7 april 1088, var en tysk biskop.
Burchard var domprost i Goslar och därefter biskop av Halberstadt 1059-1088. Han avgjorde 1068 schismat till förmån för Alexander II och invigde Halberstadts nya domkyrka. 
År 1073 deltog han i upproret mot Henrik IV, tillfångatogs, flydde och stämplade därefter mot Henrik. Under ett upplopp i Goslar 1088 blev han ihjälslagen.